# Lape (plaats)
Lape is een bestuurslaag in het regentschap Sumbawa van de provincie West-Nusa Tenggara, Indonesië. Lape telt 5684 inwoners (volkstelling 2010).